# Milli Vanilli
Milli Vanilli (укр. Міллі Ваніллі) — німецький танцювальний поп-дует (з елементами R&B, соулу, репу та фанку) у складі Феба Морвана і Роба Пілатуса, продюсування Франка Фаріана.
Колектив здобув неабияку популярність, зокрема в Європі та США, перебуваючи на піку слави в кінці 1980-х — початку 1990-х. Їх дебютний альбом розійшовся по світу мільйонним тиражем, а сингли «Baby Don't Forget My Number», «Girl You Know It's True» та «Girl I'm Gonna Miss You» не сходили з високих місць світових чартів довгий час.
Усього Milli Vanilli у період своєї популярності зуміли продати близько 14 млн копій платівок.
У 1990 році музичний колектив було визнано найкращим і присуджено американську премію Греммі. Однак через скандал: викриття обману, а також самого зізнання співаків у використанні фонограми із записами не їхніх голосів, а інших вокалістів — Національна академія мистецтва і науки звукозапису була вимушена відкликати музичну нагороду і учасники дуету її повернули.
Відтоді дует припинив свою діяльність. Однак у 1998 році були спроби відновити його функціонування, але через раптову смерть Роба Пілатуса дует остаточно ліквідовано.
Й досі гурт Milli Vanilli вважається однією з найбільших афер у музичній індустрії.

## Історія

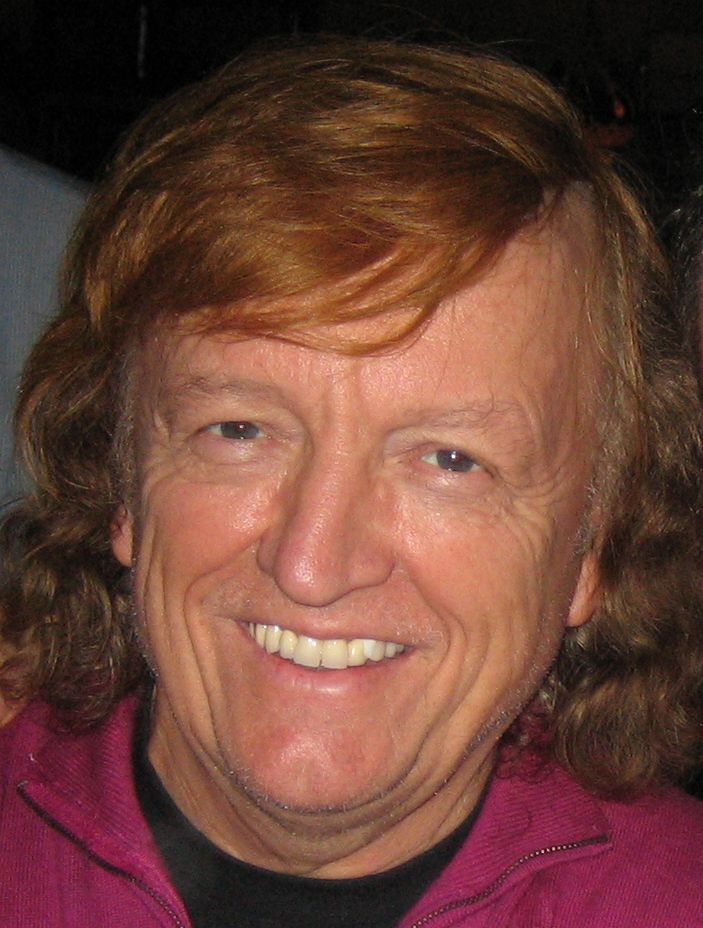
Франк Фаріан

У 1988 році відомий німецький музикант і продюсер Франк Фаріан, автор таких музичних проєктів, як Boney M. та La Bouche, записує матеріал для нового гурту, який у подальшому отримає назву «Milli Vanilli». За задумом Фаріана «обличчя дуету» повинно було відповідати вимогам молодіжної аудиторії і бути привабливим з естетичної точки зору, а тому для майбутнього першого відео підшуковувалися актори-танцюристи з модельною зовнішністю. Для пробних зйомок були залучені німецький танцюрист Роберт (Роб) Пілатус та французький реп-виконавець Фабріс (Феб) Морван. Обидва 22-річного віку. Планувалося, що танцюристи будуть лише привабливою приманкою для молоді, але вже на перших студійних записах дебютного відео танцюристи з власної ініціативи стали зображати спів і Фаріан, розуміючи, що це виглядає натурально й правдиво, вирішує зробити танцюристів «солістами» нового дуету і з того часу Феб Морган та Роб Пілатус починають «співати» під фонограму, записану іншими вокалістами.

## Дискографія

### Альбоми
- «All or Nothing» (1988)
- «Girl You Know It's True» (1989)

### Сингли
- «Girl You Know It's True» (1988)
- «Baby Don't Forget My Number» (1988)
- «Blame It on the Rain» (1989)
- «Girl I'm Gonna Miss You» (1989)
- «All or Nothing» (1990)

## Нагороди та номінації
Пізніше скасовано
| Рік  | Премія                  | Категорія                                                | Результат | Країна |
| ---- | ----------------------- | -------------------------------------------------------- | --------- | ------ |
| 1989 | RSH-Gold                | Найкращий новий артист або музичний колектив             | Перемога  | ФРН    |
| 1990 | Juno Award              | Альбом року («Girl You Know It's True»)                  | Перемога  | Канада |
| 1990 | American Music Awards   | Найкращий поп або рок дует/гурт                          | Номінація | США    |
| 1990 | American Music Awards   | Найкращий поп або рок виконавець                         | Перемога  | США    |
| 1990 | American Music Awards   | Найкращий соул або R&B виконавець                        | Перемога  | США    |
| 1990 | American Music Awards   | Найкращий поп або рок сингл («Girl You Know It's True»)  | Перемога  | США    |
| 1990 | Soul Train Music Awards | Найкращий альбом групи/дуету («Girl You Know It's True») | Номінація | США    |
| 1990 | Grammy Awards           | Найкращий новий артист або музичний колектив             | Перемога  | США    |